# Robert Seguy
Robert Seguy (né le 15 décembre 1910 - décédé le 4 janvier 2011) est un instituteur syndicaliste français. Membre du Bureau national du Syndicat national des instituteurs (SNI) et de la Commission administrative nationale de la FEN, il fut également militant associatif et eut un rôle personnel majeur dans la création de la Banque du sang du SNI qui est devenue l'Adosen et dans celle de l'Association pour l'Accueil des Jeunes Handicapés (APAJH). Il fut également secrétaire général de l'USFEN (Union sportive de la Fédération de l'Éducation nationale).

## Formation
Né en 1910 d’une famille d’origine corrézienne et de tradition « cheminote ». Ses parents habitant Paris, la guerre de 14-18 l’amène à passer son enfance à Argentat (Corrèze) auprès d’un grand-père autodidacte d’une vaste culture qui le marquera profondément. Revenu à Paris après l’armistice, il est reçu en 1922 à l’école primaire supérieure (actuel lycée) Turgot en 1922. Il y reste jusqu’à la classe préparatoire à l’École de physique et chimie de Paris. Devant gagner sa vie, il devient surveillant  à Turgot pendant cinq ans. Il fréquente les milieux trotskystes et participe à toutes les grèves et manifestations antifascistes (12 février 34) tout en poursuivant ses études à la Sorbonne sciences (chimie) puis lettres (espagnol).

## Le militant de la section de la Seine du SNI
En 1936, Robert Seguy est instituteur à Gennevilliers. Mobilisé en 1939, il est prisonnier en Allemagne orientale. Libéré en 1945 il est affecté à l’école de garçons du boulevard Berthier à Paris (17e). Délégué de l’arrondissement au comité de grève en 1947, Edmond Breuillard, alors secrétaire général de la section du SNI de la Seine, lui demande de rejoindre à la direction départementale. Au début 1954, il devient secrétaire général de la section au début de 1954 et porte-parole de la « majorité » dans les congrès du SNI et de la FEN à l’époque où les luttes de tendances sont particulièrement violentes, surtout avec la minorité communiste. Il devient parallèlement secrétaire général adjoint du Syndicat de l’enseignement de la région parisienne (SERP),, dont le secrétaire général depuis la Libération est l’inamovible Paul Ruff, professeur agrégé de mathématiques spéciales au lycée Saint-Louis). En 1951, Robert Seguy devient professeur de cours complémentaire.
En novembre 1955, à la suite du congrès de la FEN, Robert Seguy est élu à la commission administrative nationale de la FEN.
En 1956, il crée la Banque du sang du SNI qui deviendra l’Association des donneurs de sang de l’Éducation nationale (ADOSEN). La même année, il fonde avec Lucie Nouet l’Association d’aide et de placement des adolescents handicapés dont il devient le premier président, d’où est issue l’actuelle Association pour adultes et jeunes handicapés (APAJH) dont l’action  pour l’intégration scolaire et dans le monde du travail va largement contribuer à modifier le regard de la société sur le monde du handicap,,.

## Le responsable national
En décembre 1961, il est élu membre du bureau national au moment où Robert Coustal quitte à la fois cette instance et le secrétariat permanent du SNI. En octobre 1962, il quitte ses responsabilités à la section de la Seine (il y est remplacé par Aimé Jacq).
Au congrès national du SNI de juillet 1962, il est rapporteur de la question sociale (« la Sécurité sociale et son avenir »). En octobre 1962, il quitte ses responsabilités à la section de la Seine et devient permanent du SNI. Chargé des enseignants  français à l’étranger, il aura à suivre l’intégration dans les divers départements français des institutrices et instituteurs rapatriés d’Algérie ainsi que, notamment en collaboration avec Louis Rigaud secrétaire de la section du SNI d’Algérie devenue Association Professionnelle des Instituteurs Français en Algérie (APIFA) la mise en œuvre des accords de coopération avec ce pays et également avec le Maroc.
En octobre 1962, Robert Seguy devient secrétaire général de l'Union sportive de la FEN (USFEN), créée en 1950. Le poste était nouvellement créé auprès du président (Adrien Lavergne).
Réélu au bureau national du SNI en décembre 1963, il apparaît comme « responsable permanent » des affaires extra-métropolitaines — mais non « secrétaire permanent » —, outre son mandat de secrétaire général de l’USFEN. Il représente également le SNI et la FEN au Comité contre la force de frappe créé par des organisations politiques de gauche et des organisations syndicales hostiles à l'armement atomique de la France.
Pendant six ans (62-68) il participe à toutes les activités internationales du SNI, notamment aux différents congrès de la CMOPE (Confédération mondiale de la profession enseignante) à Stockholm, Adis-Abeba, Rotterdam. Auprès de l’UNESCO, il représentera la FIAI (Fédération internationale des associations d’instituteurs, l’une des deux composantes avec la FIPESO (Fédération internationale des personnels de l’enseignement secondaire obligatoire) de la CMOPE. Il sera, comme représentant de la CMOPE, observateur au congrès de la FISE (Fédération Internationale des Syndicats Enseignants du monde communiste) à Alger en 1965.
Il ne se représente pas lors des élections au Bureau national du SNI de décembre 1965.

## En retraite, il devient un élu local
Robert Seguy prend sa retraite administrative en octobre 1968 et quitte ses responsabilités syndicales.
Le maire d’Alfortville, Joseph Franceschi l’appelle à ses côtés, il adhère alors au Parti socialiste et participe à la vie municipale. En 1973, il quitte la région parisienne pour La Laigne (Charente-Maritime) dont il devient le maire en 1977. Il cesse ses fonctions en 1982 pour des raisons de santé et regagne la région parisienne.
Il reste cependant en contact avec la section de Paris du SNI-PEGC devenu Syndicat des enseignants et la fédération, notamment en témoignant au Centre fédéral sur son parcours et celui de la section de la Seine et en participant au comité de suivi de la recherche qui conduira à la publication de l'Histoire de la FEN de Guy Brucy.
Ses toutes dernières années se passent à la maison de retraite de la MGEN de Saint-Cyr-sur-Mer (Var) où il décède dans la nuit du 3 au 4 janvier 2011,. Avec lui disparaît le dernier militant ayant jamais exercé les fonctions de secrétaire général de la section de la Seine du SNI qui compta, dans les années 1960, jusqu'à vingt mille adhérents à elle seule.

## Sources
Notice biographique établie par le département d'histoire sociale du Centre Henri-Aigueperse/UNSA éducation), publications syndicales (École libératrice)